# Rheingau (vinregion)
Rheingau är en kvalitetsregion (Anbaugebiet) för vin i Tyskland beläget i området Rheingau på Rhens högra sida mellan Wiesbaden och Lorch i förbundslandet Hessen och dess förvaltningsdistrikt Rheingau-Taunus-Kreis. Trots att Rheingau bara omfattar 3 % av den totala tyska vinodlingsarealen måste det betraktas som den historiskt mest betydelsefulla regionen i landet.

## Historia

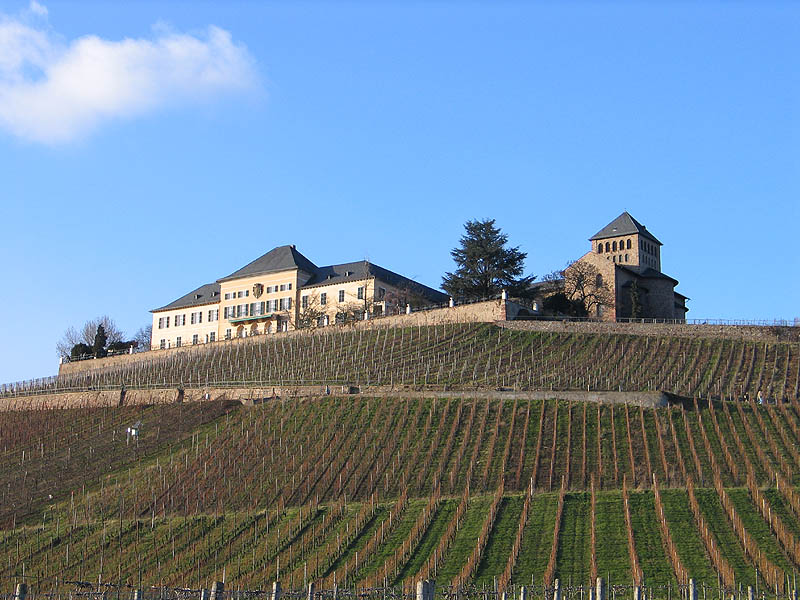
Slottet Johannisberg

Det som geografiskt utmärker Rheingau är att Rhen på en sträcka om c:a 30 km gör en böj åt väster, innan floden återtar sin huvudsakligen nordliga riktning. Eftersom Taunusbergen ligger bakom Rheingau utgörs hela området i stort sett av en sydsluttning ned mot Rhen, vilket är närmast optimalt för vinodling på dessa nordliga breddgrader (50:e breddgraden går rakt genom Rheingau). Rheingau har därför en mycket lång historia som vinodlingsområde och sägnen gör gällande att Karl den store anlade områdets första vingårdar i närheten av nuvarande Schloss Johannisberg. Under medeltiden spelade kyrkan en stor roll för utvecklingen av vinnäringen i området. Kloster Eberbach anlades på 1100-talet av Cisterciensermunkar, utskickade av moderklostret i Bourgogne, och enligt uppgift förde de med sig stockar av den blåa druvsorten Pinot Noir. På senmedeltiden var Kloster Eberbach den största aktören i vinhandeln längs Rhen. 
1803 sekulariserades klostret och dess egendomar och utgör än idag grunden för en producent i förbundslandets Hessens ägo, Hessische Staatsweingüter Kloster Eberbach. Traditionen med vinauktioner på Kloster Eberbach startade 1806 och har sedan spritt sig till andra tyska regioner. En annan historiskt betydelsefull tillverkare är Schloss Johannisberg, som anses ha varit först i Tyskland med att framställa viner på sent skördade ädelrötade druvor, under beteckningen Spätlese (efter sen = spät och (vin)skörd = Lese), vilken successivt har kompletterats med beteckningarna Auslese, Beerenauslese och Trockenbeerenauslese. Detta skedde 1775 genom att ryttaren som kom med meddelande om skördetillståndet blev försenad. Från 1788 fylldes alla viner från Schloss Johannisberg på flaskor med angivande av ursprung m.m., vilket de var först i Tyskland med. 
Även under senare tid har Rheingau var en pionjärregion, eftersom det var här som ett antal tillverkare på 1980-talet åter började göra högkvalitativa torra rieslingviner, en vinstil som var vanlig i Tyskland på slutet av 1800-talet och början av 1900-talet men som sedan försvann.

## Odlingar och sorter

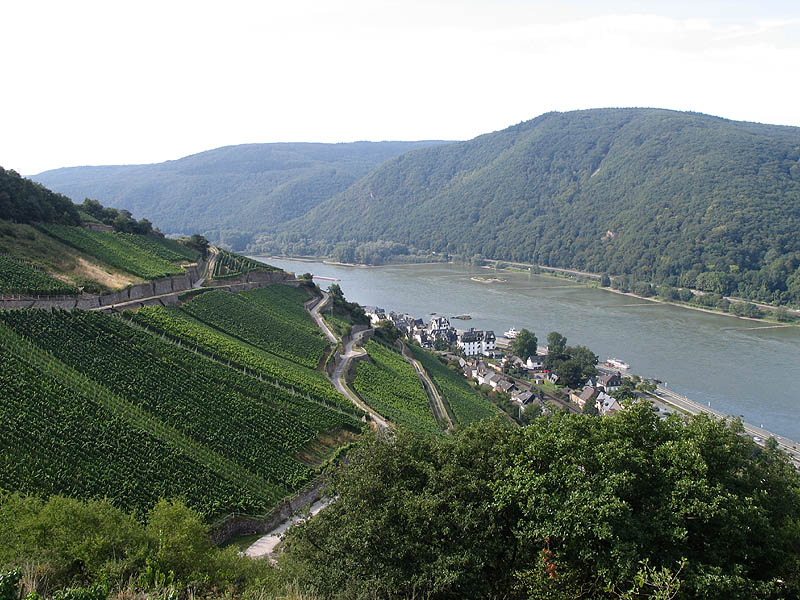
Vingården Höllenberg i Assmannshausen

2005 odlades druvor på 3 106 ha, varav 84,3 % gröna druvsorter. Riesling (78,2 %) och Spätburgunder (12,7 %) dominerar stort. Intressant är att Spätburgunder (Pinot Noir) har en mycket lång historia i Rheingau (och framför allt i vinbyn Assmannshausen) även när rödvinsproduktionen i Tyskland var mycket obetydlig (både i mängd och kvalitet) och det lilla som odlades huvudsakligen var andra blåa druvsorter. Sannolikt har Spätburgunder odlats kontinuerligt i Rheingau sedan 1100-talet. Riesling finns bekräftat från 1435. Rieslingvinerna förekommer både i torra, halvtorra och söta utföranden, även om de halvtorra onekligen har minskat i betydelse från 1980-talet i takt med att de torra blivit vanligare och bättre. 
Beteckningen Erstes Gewächs är en speciell beteckning för de bästa torra vinerna (kan användas för både Riesling och Spätburgunder) som enbart kan användas i Rheingau, och regleras genom ett tillägg till den nationella vinlagstiftningen. De allra bästa rieslingvinerna från Rheingau brukar anses förena den höga syran, elegansen och något av blommigheten hos moselviner med kraften, smakkoncentrationen och fruktigheten hos Riesling odlad i sydligare områden som Pfalz eller Alsace, vilket många rieslingvänner anser är en mycket tilltalande kombination. Detta betyder dock inte att kvaliteten i Rheingau genomgående är hög, för vissa tillverkare i Rheingau har (i högre utsträckning än i andra tyska regioner) kunnat leva på sitt eget och regionens kända namn, och därmed sälja sina viner dyrare än kvaliteten motiverar.

## Kända vinbyar, vingårdar och producenter
Listan är uppställd i den riktning Rhen flyter. Listan omfattar historiskt välkända producenter och därutöver samtliga producenter som 2007 hade minst fyra av fem druvklasar Gault Millaus tyska vinguide eller minst fyra av fem stjärnor på Wein-Plus, den främsta tyska vinsajten.
- Hochheim (am Main)
  - Weingut Künstler

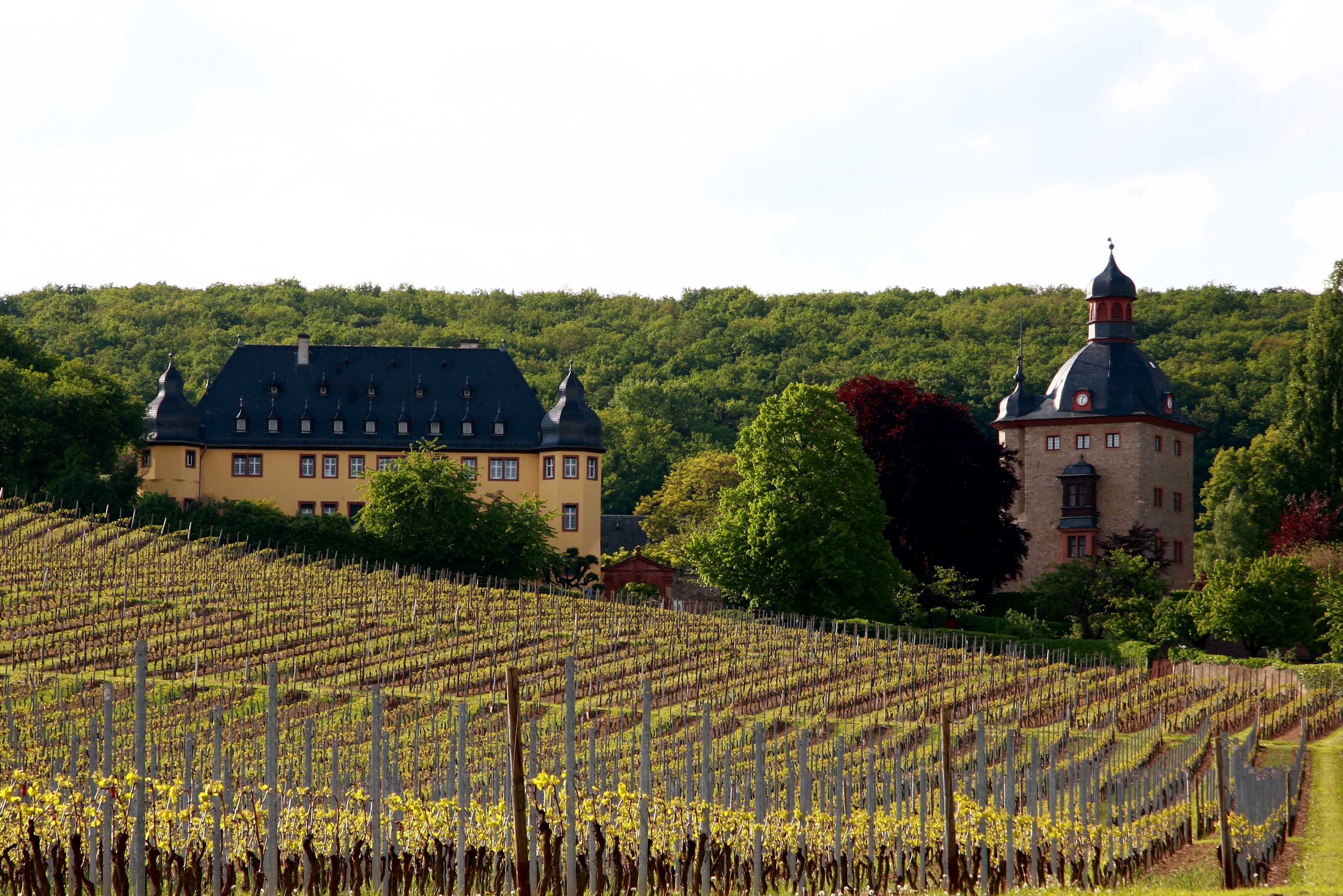
Schloss Vollrads

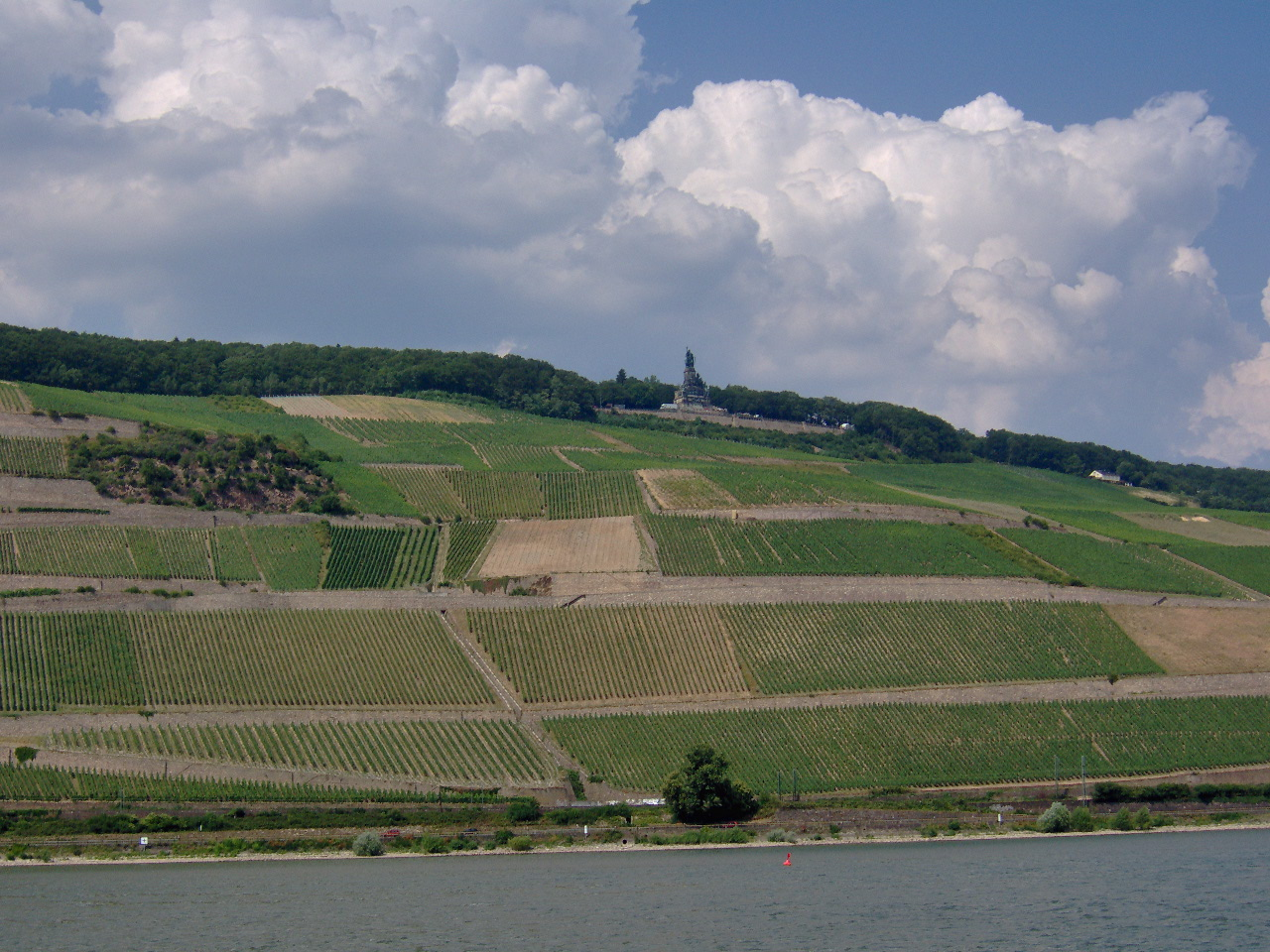
Vinodlingar på Rüdesheimer Berg

  - vingårdarna Domdechaney, Kirchenstück och Hölle
- Eltville
  - Hessische Staatsweingüter Kloster Eberbach
- Rauenthal
  - vingårdarna Baiken och Nonnenberg
- Kiedrich
  - Weingut Robert Weil
  - vingården Gräfenberg
- Hattenheim
  - vingården Steinberg, som ligger vid Kloster Eberbach och utgör egen Ortsteil, d.v.s. bynamnet tas ej med
  - vingårdarna Mannberg och Wisselbrunnen
- Oestrich
  - Weingut Josef Spreitzer
  - Weingut Peter Jakob Kühn
  - vingårdarna Doosberg och Lenchen
- Winkel
  - Schloss Vollrads (utgör även egen vingårdsbeteckning)
  - vingårdarna Hasensprung och Jesuitengarten
- Johannisberg
  - Schloss Johannisberg (utgör även egen vingårdsbeteckning)
- Rüdesheim
  - Weingut Georg Breuer
  - Weingut Josef Leitz
  - vingårdarna på Rüdesheimer Berg (främst Berg Roseneck, Berg Rottland och Berg Schlossberg)
- Assmannshausen
  - Weingut August Kesseler
  - vingården Höllenberg